# Чародійки (телесеріал, 2018)
«Чародійки» (англ. Charmed) — американський фентезійний телесеріал, розроблений Джені Снайдер Урман. Шоу є римейком телесеріалу «Усі жінки — відьми» 1998—2006 років. Прем'єра серіалу відбулася восени 2018 року на телеканалі The CW.
Прем'єра третього сезону відбулась 24 січня 2021 року. 3 лютого 2021 року серіал було продовжено на четвертий сезон. Прем'єра четвертого сезону відбулась 11 березня 2022 року. 12 травня 2022 року телесеріал було закрито після чотирьох сезонів.

## Сюжет
Після смерті матері три сестри — Мейсі (Меделін Манток), Мел (Мелоні Діаз) та Меґґі (Сара Джеффері) — отримують надприродні здібності. Вони мають використовувати Силу Трьох для боротьби зі злом.

## У ролях
| Актор            | Персонаж              | Сезони            | Сезони               | Сезони            | Сезони            |
| Актор            | Персонаж              | 1                 | 2                    | 3                 | 4                 |
| ---------------- | --------------------- | ----------------- | -------------------- | ----------------- | ----------------- |
| Меделін Манток   | Мейсі Вон             | Основний персонаж | Основний персонаж    | Основний персонаж | Запрошена зірка   |
| Мелоні Діаз      | Мел Віра              | Основний персонаж | Основний персонаж    | Основний персонаж | Основний персонаж |
| Сара Джеффері    | Меґґі Віра            | Основний персонаж | Основний персонаж    | Основний персонаж | Основний персонаж |
| Руперт Еванс     | Гаррі Ґрінвуд         | Основний персонаж | Основний персонаж    | Основний персонаж | Основний персонаж |
| Сер'Даріус Блейн | Ґелвін                | Основний персонаж |                      |                   |                   |
| Елен Тамакі      | Ніко Хамада           | Основний персонаж |                      |                   |                   |
| Нік Харгроув     | Паркер Кейн           | Основний персонаж | Періодичний персонаж |                   |                   |
| Джордан Доніка   | Джордан Чейз          |                   | Основний персонаж    | Основний персонаж | Основний персонаж |
| Поппі Дрейтон    | Ебігейл Джеймсон-Кейн |                   | Основний персонаж    | Основний персонаж |                   |
| Люсі Барретт     | Мікаела «Каела» Дансо |                   |                      |                   | Основний персонаж |

### Основні
- Меделін Манток — Мейсі Вон, старша єдинокровна сестра Мел і Меґґі, володіє телекінезом; працює вченим в лабораторії (1—3 сезон)
- Мелоні Діаз — Мел Віра, середня сестра, вміє «заморожувати» час; лесбійка, феміністична активістка; спочатку працювала аспіранткою в університеті.
- Сара Джеффері — Меґґі Віра, молодша сестра, вміє читати думки; студентка; мріє вступити в сестринство «Каппа».
- Руперт Еванс — Гаррі Ґрінвуд, Світлоносець сестер.
- Сер'Даріус Блейн — Ґелвін, хлопець Мейсі; працює з нею разом в лабораторії, вчений.
- Елен Тамакі — Ніко Хамада, колишня дівчина Мел; працює в поліції.
- Чарлі Джіліспі — Браян, колишній хлопець Меґґі.

### Другорядні
- Валері Круз — Марісоль Віра, мати сестер Чародійок; старійшина; була вбита у власному домі на початку 1 серії.
- Ріа Кілстедт — Джулія Вагнер

## Список сезонів
| Сезон | Сезон | Епізоди | Оригінальна дата показу | Оригінальна дата показу |
| Сезон | Сезон | Епізоди | Прем'єра сезону         | Фінал сезону            |
| ----- | ----- | ------- | ----------------------- | ----------------------- |
|       | 1     | 22      | 14 жовтня 2018          | 19 травня 2019          |
|       | 2     | 19      | 11 жовтня 2019          | 1 травня 2020           |
|       | 3     | 18      | 24 січня 2021           | 23 липня 2021           |
|       | 4     | 13      | 11 березня 2022         | 10 червня 2022          |

## Виробництво
У 2017 році телеканал The CW (колишній The WB) ухвалив рішення зняти римейк серіалу, перенісши дію у теперішній час. Зйомки пілотного епізоду відбулися навесні 2018 року. Серіал було офіційно замовлено на перший сезон 11 травня 2018 року.

## Скандал
У перезавантаженні серіалу є деякі відмінності від оригіналу. Наприклад, дві сестри-відьми є латиноамериканками, тоді як третя є афроамериканкою, а імена усіх жінок у родині розпочинаються з літери М (в оригінальному серіалі — П). Окрім того, середня сестра Мел — лесбійка (її прототип Пайпер — ні), а молодша сестра Меґґі має здібність читання думок, що і є її відмінністю від оригіналу — Фібі. У римейку, замість полісменів Енді Трюдо і Дерріла Морріса, є жінка-полісмен Ніко — дівчина Мел.
Фанати оригінального серіалу «Усі жінки — відьми» розкритикували такий підбір акторів і таку нову концепцію серіалу. Зокрема фанатів розлютило те, що на роль головних героїнь були обрані акторки різних рас, а такого не може бути, оскільки головні героїні серіалу є між собою рідними сестрами. Також їх розлютила нова концепція серіалу, яку вони вважають догодою теперішній політиці толерантності у США, тоді як оригінальний серіал був аполітичний.
Перезавантаження серіалу також розкритикувала у своєму Твіттері акторка оригінального серіалу «Усі жінки — відьми» Голлі Марі Комбс. Зокрема вона відмітила, що ідея з фейковими Чародійками з іменами на літеру М уже існувала в оригінальному серіалі «Усі жінки — відьми».